# A Luneta Mágica
A Luneta Mágica é um romance cômico escrito por Joaquim Manuel de Macedo e publicado em 1869. A Luneta Mágica é provavelmente o primeiro romance brasileiro de fantasia, dentro daquilo que, mais tarde, seria chamado de "fantasia contemporânea" (ambientada na época do autor).

## Personagens
- Simplício (o míope) protagonista do romance. Como o mesmo diz: míope física e moralmente.
- Américo - administra os seus bens e os bens de seu irmão Simplício.
- Tia Domingas - tia de Simplício e Américo. É uma fervorosa religiosa.
- Prima Anica - filha de Domingas e prima de Simplício e Américo. É uma jovem doce e recatada.
- Reis - dono do armazém onde Simplício conseguiu a luneta mágica. É um sujeito que se mostra amigo de Simplício, no entanto, totalmente cético em relação ao poder da luneta mágica e dos poderes do armênio.
- Armênio - É um estrangeiro, que fala todas as línguas. Não é apresentado seu nome. Caracterizado por ser um homem misterioso, dotado de poderes mágicos, relacionados com a Cabala. Vive trancafiado num gabinete nos fundos do armazém do Reis.

Outros personagens podem ser considerados secundários: 
- Nunes: um senhor que apresenta o Simplício ao Reis.
- Damião: um sujeito trapaceiro que se aproveita da bondade de Simplício e que vive uma vida de malandragens.
- Esmeralda: uma jovem atraente, mas leviana e interesseira, que também se aproveita da boa fé de Simplício
- Dona Eduvirges: mulher do senhor Nunes. Uma senhora muito recatada
- Ana (D. Ana, Nicota): filha do senhor Nunes, por quem Simplício também se apaixona, por causa do poder da visão do bem

## Enredo
Simplício é um míope, quase cego, que tem desejo de enxergar. Um dia um conhecido o leva até Reis, que produz lentes muito poderosas; entretanto, de nada eles servem a Simplício. Reis decide levá-lo até um homem misterioso e que se diz mágico, vindo da Armênia. O sujeito faz uma lente mágica muito poderosa, mas o avisa: se olhar para qualquer pessoa ou objeto por mais de três minutos, verá a visão do mal. Simplício aceita a lente, mas não dá tanta atenção ao aviso do mágico Vendo apenas o mal das pessoas, Simplício acaba ficando solitário no mundo, onde todos o acham louco. 
Depois que, aparentemente, se sente recuperado e de não ter mais em mãos a luneta mágica que foi destruída, Simplício volta a ser o míope de antes, até o momento em que é levado novamente até o armazém do Reis. Lá reencontra-se com o mágico, que após um segundo ritual, o entrega uma segunda luneta. Os mesmos conselhos são dados pelo mágico a Simplício, só que dessa vez, após os três minutos, a luneta o dará a visão do bem. 
Simplício, depois de desconhecer qualquer mal que a visão do bem poderá trazer, acaba desobedecendo mais uma vez o mágico. Ele vê de uma forma exagerada apenas a bondade que existe nas pessoas e em todo o resto a sua volta. Por causa disso, acaba sendo vítima de trapaceiros e aproveitadores, que se aproveitam da sua boa fé, alimentada pela visão do bem de sua luneta mágica. Em consequência destes fatos, Simplício fica novamente contra a sua família e fora de casa.
Ele então se vê sem rumo. Porém, depois de tornar-se mais uma vez refém da visão do bem, acaba por tomar uma medida radical. O fim dessa história toma uma outra direção, contrária ao plano final de Simplício.